# ニメートルズ
ニメートルズ（にめーとるず）は、吉本興業大阪本社に所属する日本のお笑いコンビ。2014年1月コンビ結成、2020年11月解散。
コンビ名の「ニ」は漢数字の「二」ではなく、カタカナの「ニ」である。

## メンバー
- 江城 豪（えしろ つよし、1986年7月18日 - ）
兵庫県尼崎市出身。NSC大阪校31期生。立ち位置は左、ボケ担当。身長181cm、体重85kg。血液型はB型。趣味は読書、ランニング、筋トレ、ダイエット。特技は野球、韓国語、部屋のコーディネイト。
尼崎市立尼崎高等学校、大阪産業大学と野球部に所属しており、現在も草野球チーム・上方ホンキッキーズに所属。北海道日本ハムファイターズの宮西尚生投手は高校野球部の先輩。
欅の「右目マシュマロなってない？」というツッコミが好き。（マシュマロを右目にぶつけられた時に出たツッコミ）
- 欅 晶裕（けやき あきひろ、1989年3月19日 - ）
奈良県桜井市出身。NSC大阪校30期生。立ち位置は右、ツッコミ担当。身長187cm、体重80kg。血液型はO型。趣味は自転車。特技は相撲。2017年に学生時代の同級生と結婚、既婚者である[1]。
生命保険の受取人を妻にしていない[2]。
江城のエンタの神様風のキャッチコピーボケが好き。（緊張感をほぐすため出番前によくしていた。最近はしてくれないと嘆いている。）
解散後は、芸能界を引退。

## 結成
コンビを組みたいと思っていた江城が欅のピンネタを見に行き、欅は滑りまくっていたが江城は「おもしろい」と思って声をかけたことがきっかけで結成。
コンビ名は2人とも高身長であることから「ニメートルズ」となった。他に以下のようなコンビ名が候補として考えられていた。
- レフトライト兄弟（江城が左利きで欅が右利きのため）
- けやき城
- ウッドキャッスル（メンバー2人の名前からとった）
- ハクサイズ（欅の顔が白菜に似ているため）
- モリブデン（白菜の成分）

## 単独ライブ
2015年
- 12月13日 - 「成長期」（道頓堀ZAZA POCKET'S/大阪）

2016年
- 11月19日 - 「200センチメートルズ」（道頓堀ZAZA POCKET'S/大阪）

2017年
- 1月25日 - 「2000ミリメートルズ」（道頓堀ZAZA POCKET'S/大阪）
- 3月25日 - 「200万マイクロメートルズ」（道頓堀ZAZA POCKET'S/大阪）
- 5月27日 - 「20億ナノメートルズ」（道頓堀ZAZA POCKET'S/大阪）
- 7月23日 - 「100メートルズ」（よしもと漫才劇場/大阪）
- 9月23日 - 「2兆ピコメートルズ」（道頓堀ZAZA POCKET'S/大阪）
- 11月25日 - 「2.18ヤードズ」（道頓堀ZAZA POCKET'S/大阪）

2018年
- 1月30日 - 「6.56フィートズ」（道頓堀ZAZA POCKET'S/大阪）

## 実績
- 第36回ABCお笑いグランプリ 準決勝進出
- R-1グランプリ2016 2回戦進出（欅のみ）
- M-1グランプリ2016 3回戦進出
- M-1グランプリ2017 2回戦進出
- M-1グランプリ2018 3回戦進出[3]
- M-1グランプリ2019 3回戦進出
- M-1グランプリ2020 2回戦進出

## 出囃子
- 「南南西に進路をとれ」ザ・クロマニヨンズ

## エピソード
- 欅はすぐ汗だくになる。設営スタッフが床の目印と間違えるほど、床もぼとぼとになる。汗かきのおかげで漫才劇場のイベント群像旅館の畠山班で座長(けやもち警部)を務めた。汗かきの役で何度も「汗だらだらやでー!!!」と言うセリフがあったが、汗かきの上に緊張もありリアル汗だらだらになっていた。
- 江城はネタに対するこだわりが強い。過去に欅のファイティングポーズに納得がいかず、ケンカになったことがある。
- 江城はあまり緊張しない。逆に欅は緊張しやすいため、舞台前には江城が後ろから両肩をたたいて緊張をほぐす。
- コンビ結成時より江城は15kg太り、欅は15kg痩せた。コンビ合わせて±0kg。